# Berry College

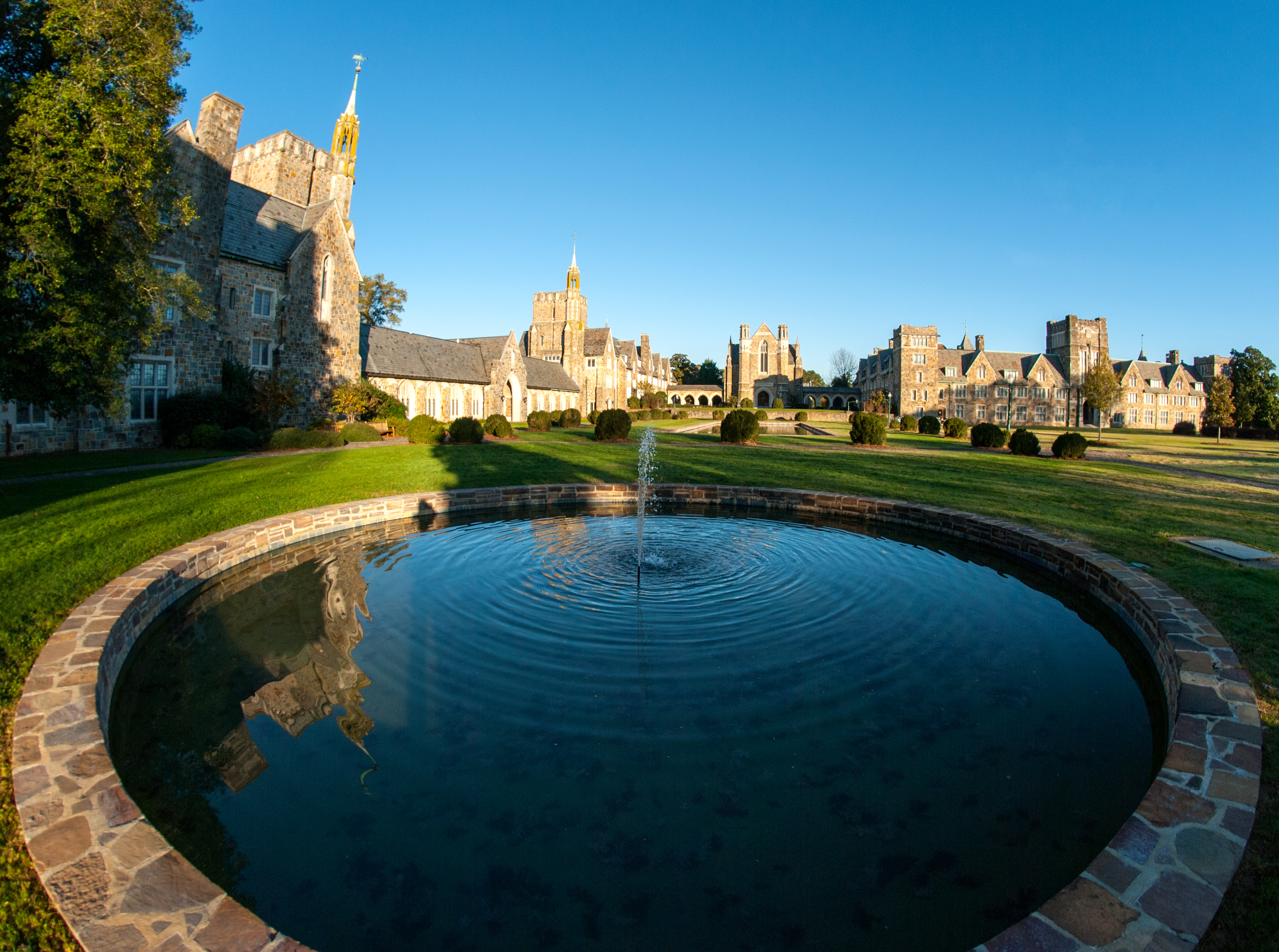
Panoramabild des Campus

Das Berry College ist eine private Hochschule für freie Künste in Mount Berry, Georgia. Es ist von der Southern Association of Colleges and Schools (SACS) akkreditiert und Mitglied der Annapolis Group, einer Organisation von mehr als 120 Hochschulen für freie Künste im Land. Es wurde 1902 von Martha Berry gegründet und war ursprünglich eine Schule, um benachteiligte Jugendliche aus der Umgebung zu unterrichten. Es wird vom United States Census als Census-designated place, als eigenständiges, statistisches Erfassungsgebiet, betrachtet. Dieser hatte bei der Volkszählung von 2020 1565 Einwohner.

## Lage und Campus
Das Berry College liegt in der Nähe von Rome im Nordwesten von Georgia, 95 km nordwestlich von Atlanta, Georgia und 85 km südlich von Chattanooga, Tennessee.
Der Berry-Campus besteht aus mehr als 27.000 Morgen Land – einschließlich Feldern und Wäldern und gehört damit zu den größten zusammenhängenden College-Campussen der Welt. Ausgewiesene Bereiche sind für die Öffentlichkeit zum Wandern, Radfahren, Reiten und für andere Outdoor-Aktivitäten zugänglich. 
Das Georgia Department of Natural Resources überwacht etwa 16.000 Morgen des Campus. Das Land, das die akademischen Gebäude und andere öffentliche Räume umfasst, ist ein Naturschutzgebiet, in dem keine Jagd erlaubt ist. 
Das Berry College verfügt über mehr als 125 km (80 Meilen) öffentliche Wander-, Rad- und Reitwege. 

## Akademische Abschlüsse
Es werden folgende Abschlüsse
- Bachelor of Arts
- Bachelor of Music
- Bachelor of Science
- Master of Business Administration
- Master of Education and Education Specialist

in den folgenden 4 Einrichtungen angeboten:
- Campbell School of Business
- Charter School of Education and Human Sciences
- Evans School of Humanities, Arts and Social Sciences
- School of Mathematical and Natural Sciences

Ein minor degree kann in 36 verschiedenen Studiengängen an den vier Schulen erworben werden. 

## Arbeitsprogramm
Das Studentenarbeitsprogramm garantiert jedem Studenten einen Job auf dem Campus. Das Arbeitsprogramm basiert auf der ursprünglichen Idee der Gründerin, Martha Berry, dass einheimische Kinder kostenlos unterrichten werden, wenn sie auf dem Campus arbeiten würden. Die Bezahlung der Studenten richtet sich nach dem Niveau (1–5), auf dem sie arbeiten und sie dürfen nicht mehr als 20 Stunden pro Woche arbeiten.

## Kulisse für Film und Fernsehen
Das College diente als Kulisse für Musikvideos von Bands wie Casting Crowns und als Drehort für mehrere Filme wie Remember the Titans und Sweet Home Alabama – Liebe auf Umwegen. 

## Galerie

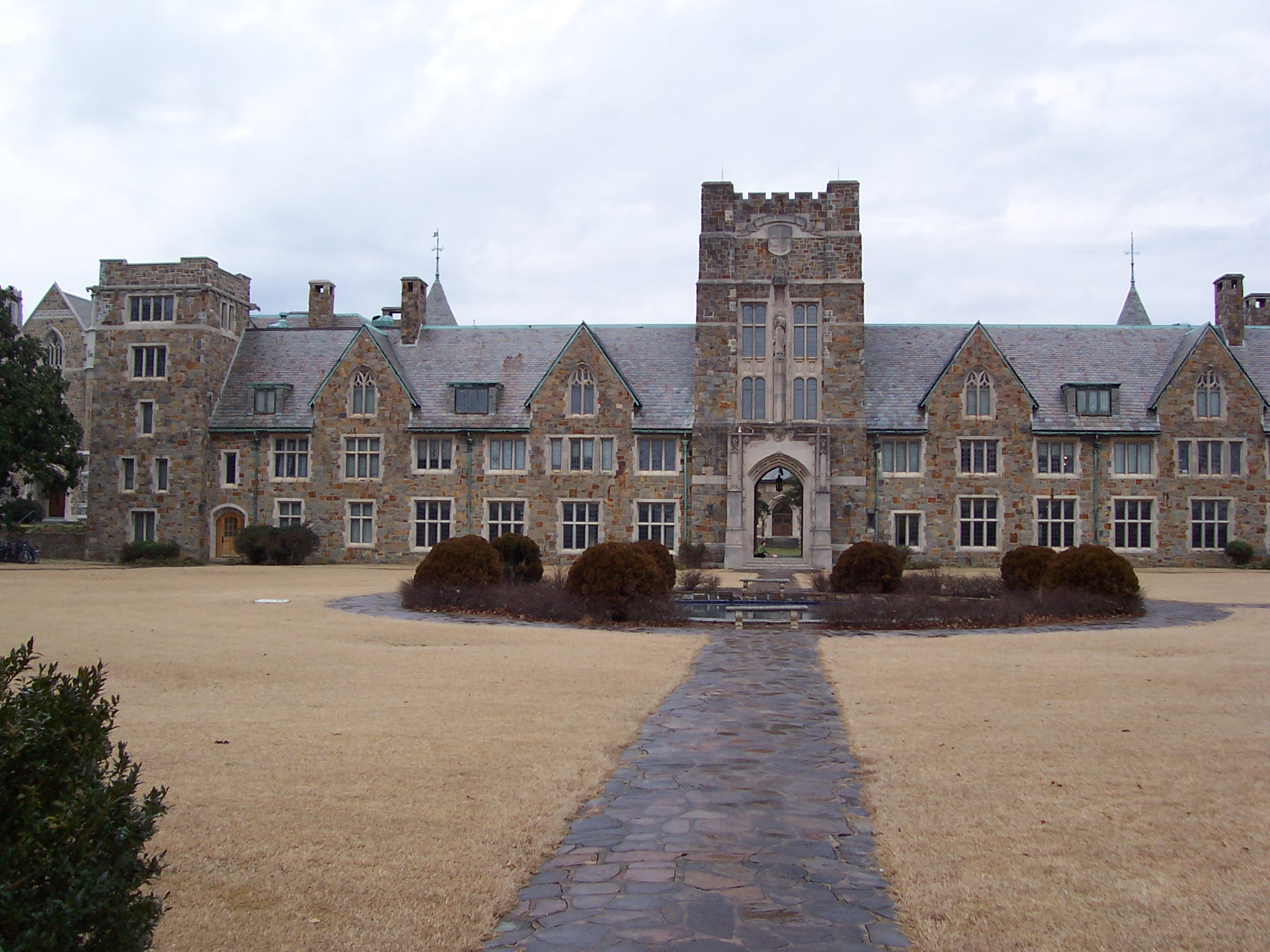
Mary Resident Hall am Berry College, 2004
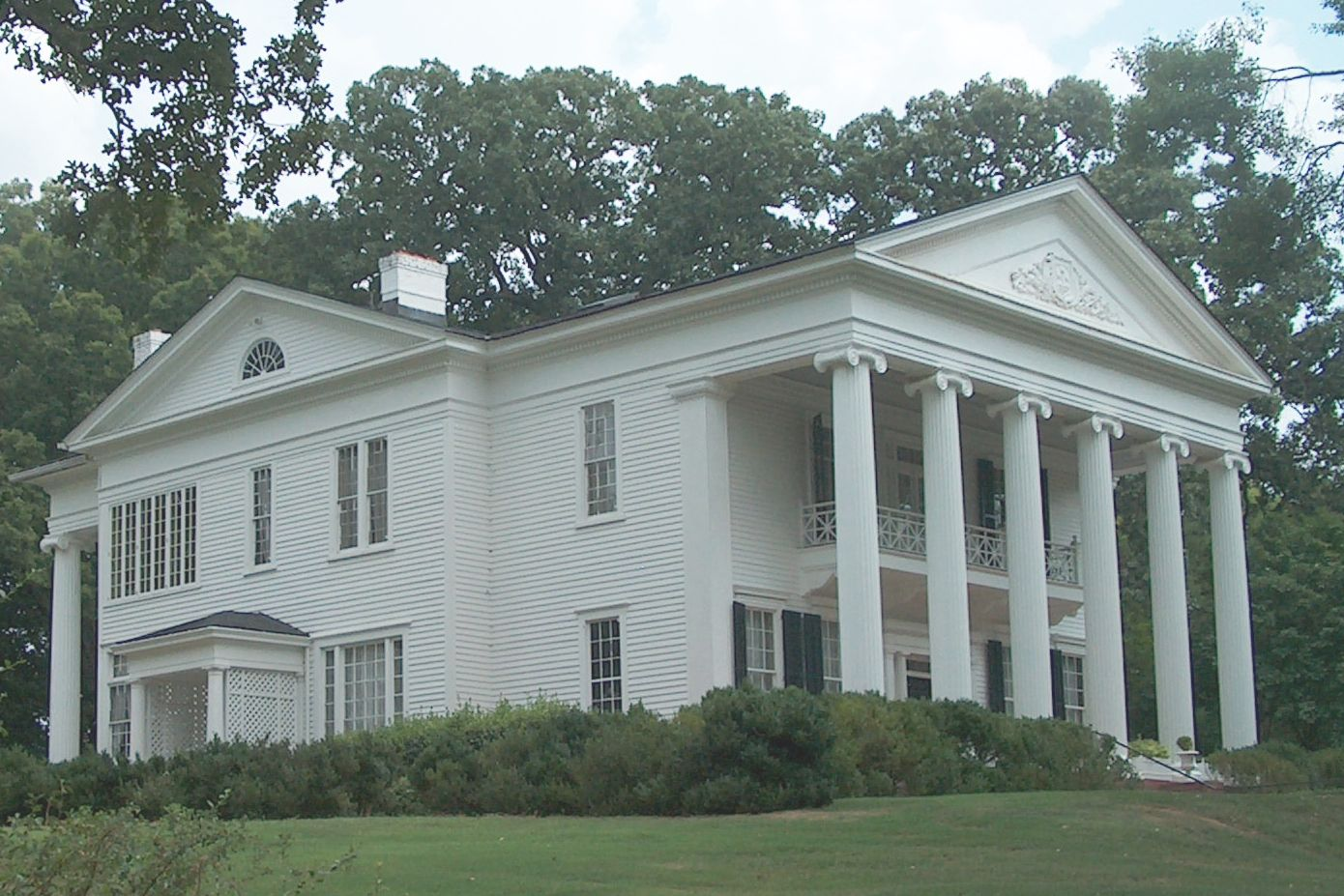
Oak Hill, das Zuhause der Gründerin des Berry College, Martha Berry. Heute das Campus-Museum
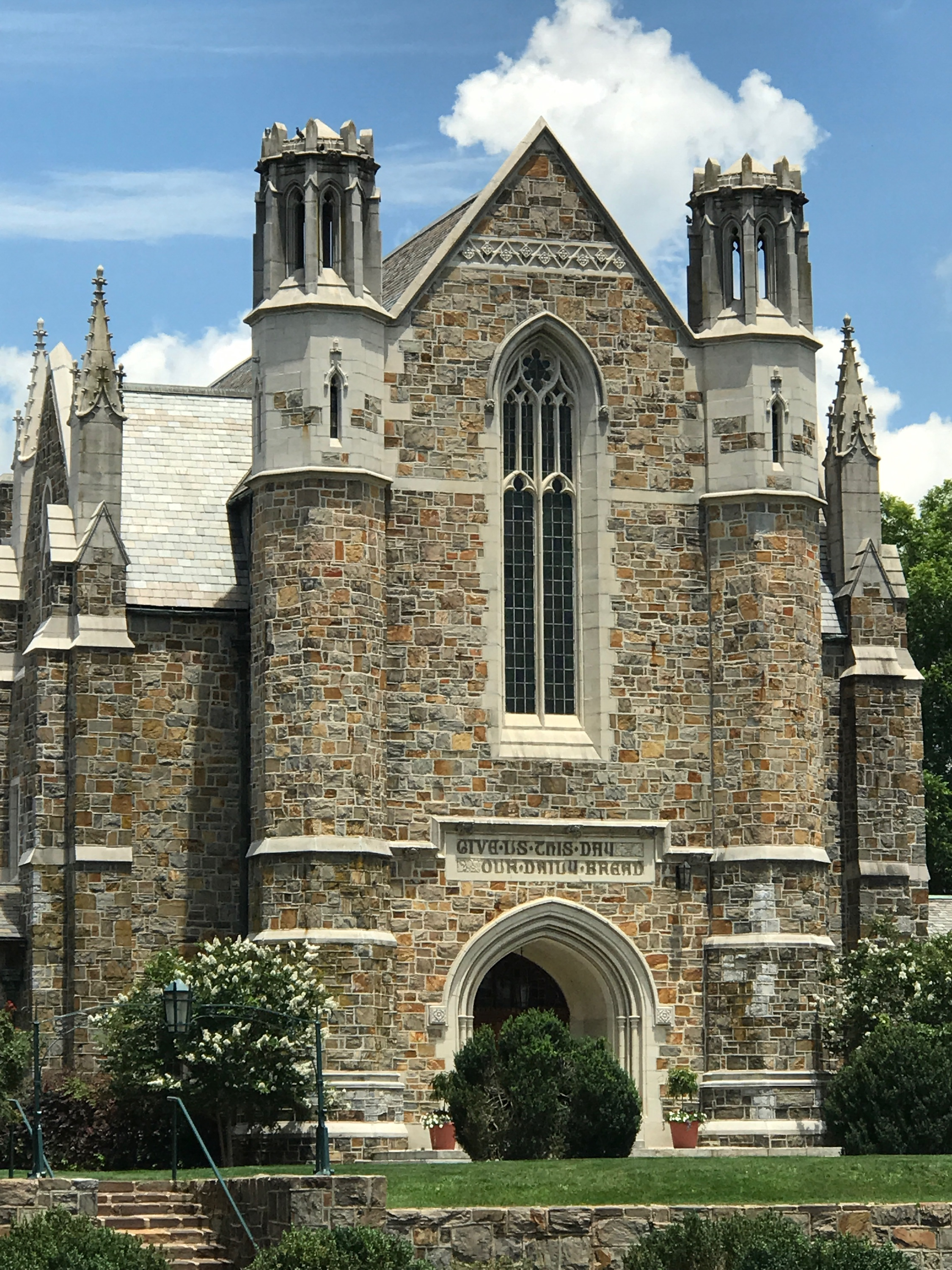
Eines der gotischen College-Gebäude am Berry College
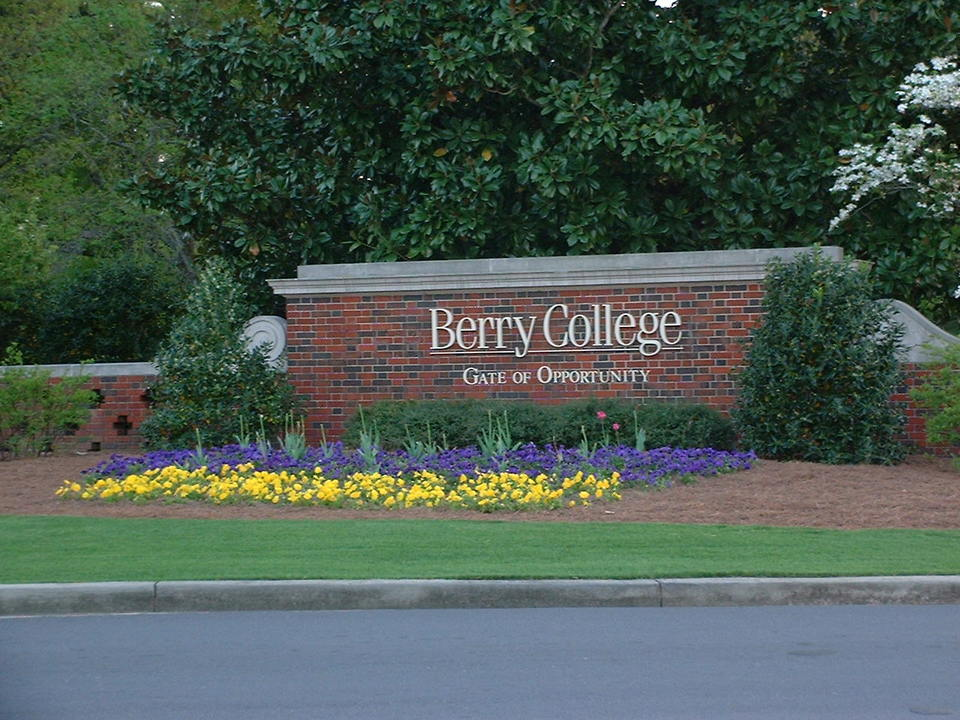
Das "Gate of Opportunity" ist der Haupteingang zum College-Campus